# Pica-soques esplèndid
El pica-soques esplèndid (Sitta formosa) és un ocell de la família dels sítids (Sittidae).

## Hàbitat i distribució
Habita els boscos, localment a l'Himàlaia, al nord-est de l'Índia, cap a l'oest fins Sikkim, Myanmar, nord de Laos i Vietnam septentrional, al nord-oest de Tonquín.